# Buckwheat Zydeco

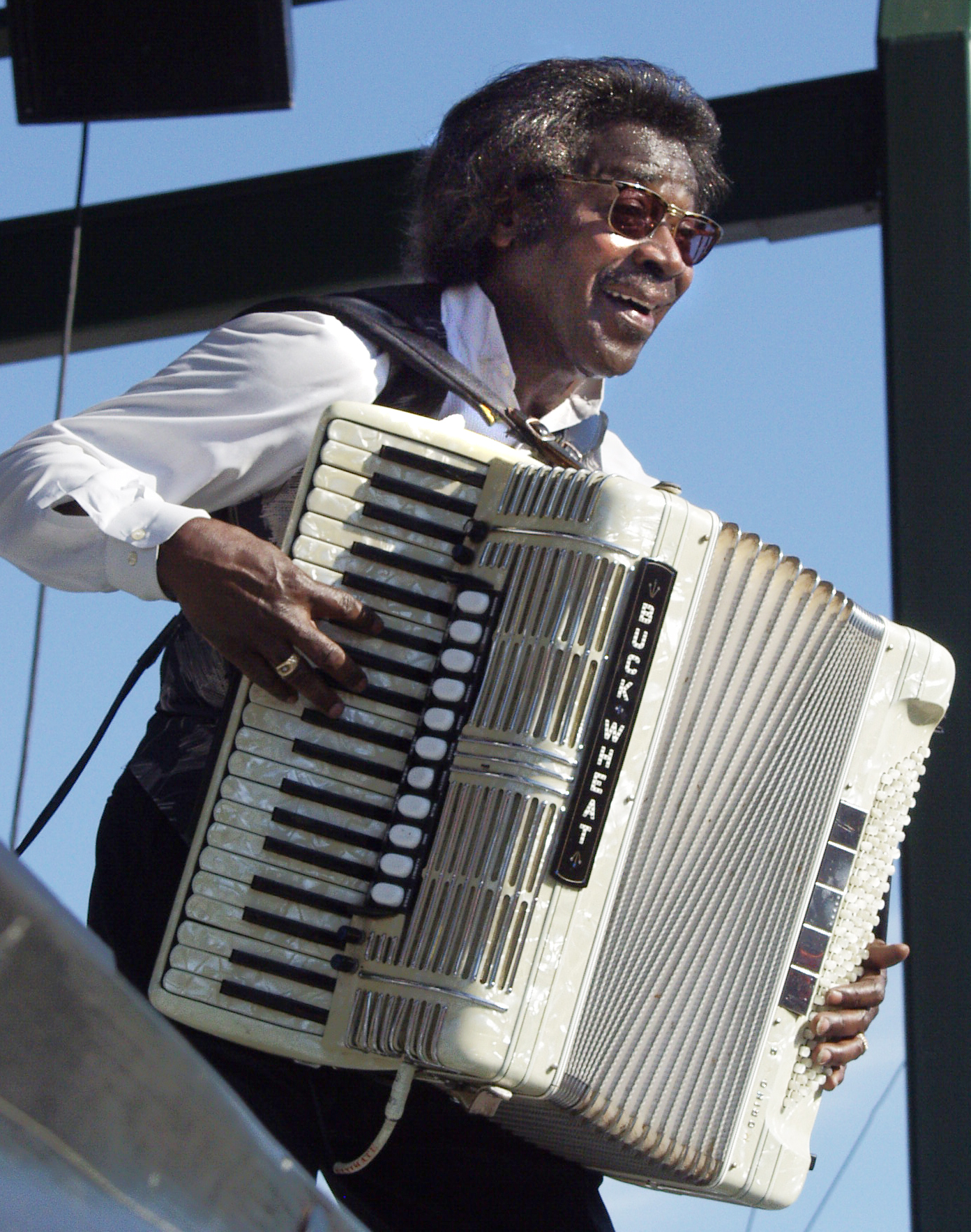
Buckwheat Zydeco mit perlmuttweißem Akkordeon (2006)

Buckwheat Zydeco (eigentlich Stanley Joseph Dural, Jr.; * 14. November 1947 in Lafayette, Louisiana; † 24. September 2016 ebenda) war ein US-amerikanischer Zydeco-Akkordeonist.

## Leben
Stanley Joseph Dural wuchs als viertes Kind einer 13-köpfigen Familie auf, die in der Umgebung von Lafayette eine Farm führte. Mit zehn Jahren hatte er seine ersten Auftritte am Klavier.
1971 gründete er die Funk-Band Buckwheat & the Hitchhikers, die er fünf Jahre leitete. Danach wechselte er zum Zydeco, obwohl er in seiner Jugend diesen Musikstil abgelehnt hatte. Als Hammond-Organist spielte er zuerst zwei Jahre in der Red Hot Louisiana Band des Zydeco-King Clifton Chenier. 1978 lernte er Akkordeon spielen, und 1979 gründete er Buckwheat Zydeco and the Ils Sont Partis Band, mit der er zwei Alben aufnahm (One For The Road, 1979;  100% Fortified Zydeco, 1983). Nachdem er zu Rounder Records gewechselt hatte, wurde er mit Turning Point (1983) und Waitin’ for My Ya-Ya (1986) für den Grammy Award nominiert.
Als erster Zydeco-Musiker konnte er 1986 einen Vertrag mit einem Major-Label – Island Records – abschließen. Im Album On a Night Like This (1987) coverte er Rocksongs und mixte traditionellen Zydeco mit R ’n’ B und Pop. Dieses Album verkaufte sich sehr gut und machte zusammen mit dem zur gleichen Zeit veröffentlichten Soundtrack zum Film The Big Easy – Der große Leichtsinn Buckwheat Zydeco weit bekannt.
Nach seinem Tod 2016 führte sein Sohn Reginald Dural die Band unter dem Namen Buckwheat Zydeco Jr. and the Legendary Ils Sont Partis Band weiter.

## Auszeichnungen
- Grammy Awards 2010 für „Best Zydeco or Cajun Music Album“ mit Lay Your Burden Down (2009)